# ميخائيل نورث
ميخائيل نورث (بالإنجليزية: Michael North)‏ هو ناقد أدبي وصحفي أمريكي، ولد في 1951.